# Махаланобис, Прасанта Чандра
Прасанта Чандра Махаланобис (англ. Prasanta Chandra Mahalanobis, бенг. প্রশান্ত চন্দ্র মহালনবিশ; 29 июня 1893 — 28 июня 1972) — индийский математик и статистик.

## Биография
В 1912 году окончил с отличием Президентский колледж в Калькутте, после чего он переехал в Англию, чтобы изучать физику и математику в Королевском колледже при Кембриджском университете. Незадолго до того, как он покинул университет в 1915 году, один из его преподавателей познакомил его со статистикой. Когда Махаланобис вернулся в Индию, он устроился на временную должность преподавателя в Президентском колледже, где в 1922 году стал профессором физики.
Затем занялся статистическими исследованиями. В ходе одного из исследований нашел способ расчета расстояния между векторами случайных величин — расстояние Махаланобиса.
В 1931 году был одним из учредителей Индийского статистического института (ISI). Входил в первую Комиссию по планированию независимой Индии. Разработанная им в 1953 году (и независимо от него в 1928 году Григорием Фельдманом в СССР) модель экономического развития легла в основу второго индийского пятилетнего плана.
Являлся членом Лондонского королевского общества (1945), Эконометрического общества (1949), Королевского статистического общества, иностранным членом Академии наук СССР (1958).